# Óblast de Daguestán
La óblast de Daguestán (del ruso: Дагестанская область) fue una unidad administrativa del Imperio ruso establecida en el norte del Cáucaso en el año 1860, ubicándose en la orilla occidental del mar Caspio.

## Antecedentes históricos
Los rusos intensificaron su dominio en la región en el siglo XVIII, hasta que Pedro el Grande se anexó el Daguestán marítimo como consecuencia de la primera guerra ruso-persa. Sin embargo, los territorios fueron devueltos a Persia en 1735, rebrotando las hostilidades dando como resultado la captura de Derbent por parte de los rusos en 1796. 
En el siglo XVIII también se llevó a cabo el resurgimiento del Kanato avar, que consiguió rechazar los ataques de Nadir Shah de Persia, e impuso tributo a Shirván y Georgia. En 1803, el kanato se sometió voluntariamente a la autoridad rusa, pero a Persia le llevó una década el reconocer la posesión rusa de todo el Daguestán (Tratado de Gulistán).
La administración rusa soliviantó y enfureció a los montañeses. La imposición de pesados impuestos, aparejado con la expropiación de tierras y la construcción de fortalezas (incluyendo Majachkalá, llevó a los montañeses a levantarse para constituir el Imanato de Daguestán, de una inspiración musulmana radical, dirigida por Mohamed Ghazi (1828-1832), Gamzat-Bek (1832-1834 y Shamil (1834-1859). La Guerra del Cáucaso se alargó hasta 1864, cuando Shamil fue capturado y el Kanato avar abolido.
Daguestán y Chechenia se aprovecharon de la guerra ruso-turca de 1877-1878 para levantarse contra el Imperio ruso. Durante la Guerra civil rusa la región se constituyó como parte de la efímera República de las Montañas del Cáucaso Septentrional. Después de más de tres años de lucha contra el Movimiento Blanco y los nacionalistas locales, se proclama la República Autónoma Socialista Soviética de Daguestán el 20 de enero de 1921. Sin embargo, la industrialización de Stalin pasó de largo por Daguestán, y la economía se estancó, haciendo la república una de las más pobres regiones de Rusia.

## Divisiones históricas[1]
- Shamjalato de Tarkov ТАРКОВСКОЕ ШАМХАЛЬСТВО Desde el siglo XIV hasta 1867
- Shamjalato de Kazikumuj (Kanato) КАЗИКУМУХСКОЕ ШАМХАЛЬСТВО (ХАНСТВО) hasta 1820
- Kanato Avar АВАРСКОЕ ХАНСТВО (НУЦАЛЬСТВО) desde el siglo XI hasta el 20 de abril de 1863

г. Тануси г. Хунзах
- Kanato de Mejtulin МЕХТУЛИНСКОЕ ХАНСТВО -hasta 1867
- Kanato de Derbent ДЕРБЕНТСКОЕ ХАНСТВО entre 1747-1765

г. Дербент
- Gubernia de Derbent ДЕРБЕНТСКАЯ ГУБЕРНИЯ desde 1846 hasta 30 de mayo de 1860

г. Дербент
- Provincia de Derbent ДЕРБЕНТСКАЯ ПРОВИНЦИЯ entre 1812 a 1846

г. Дербент
- Óblast de Daguestán ДАГЕСТАНСКАЯ ОБЛАСТЬ entre 30 de mayo de 1860 a 20 de enero de 1921

г. Дербент 1860-1866 г. Темир-Хан-Шура (Буйнакск) 1866-20.01.1921
- Estado de las Montañas ГОРСКОЕ ПРАВИТЕЛЬСТВО de noviembre de 1918 a mayo de 1919

г. Темир-Хан-Шура
- República Autónoma Socialista Soviética de Daguestán ДАГЕСТАНСКАЯ АВТОНОМНАЯ СОВЕТСКАЯ СОЦИАЛИСТИЧЕСКАЯ

РЕСПУБЛИКА de 20 de enero de 1921 a 17 de septiembre de 1991
г. Петровск-Порт (Махачкала) 20.01.1921-.05.1921 
г. Махачкала (Петровск-Порт) .05.1921-
- República Socialista Soviética de Daguestán ДАГЕСТАНСКАЯ СОВЕТСКАЯ СОЦИАЛИСТИЧЕСКАЯ РЕСПУБЛИКА de 17 de septiembre de 1991 a 17 de diciembre de 1991

г. Махачкала
- República de Daguestán РЕСПУБЛИКА ДАГЕСТАН desde el 17 de diciembre de 1991

г. Махачкала

## División administrativas

### Divisiones de 1860
El 30 de mayo de 1860 se establecieron 9 ókrug:
1. Ókrug de Avaria (Аварский округ)
2. Ókrug de Andi (Андийский округ)
3. Ókrug de Gunib (Гунибский округ)
4. Ókrug de Dargin (Даргинский округ)
5. Ókrug de Kayta-Tabarsan (Кайтаго-Табарсанский округ)
6. Ókrug de Kazikumuj (Казикумухский округ)
7. Ókrug de Kiurin (Кюринский округ)
8. Ókrug de Samur (Самурский округ)
9. Ókrug de Temir-Jan-Shura (Темир-Хан-Шуринский округ)

### Divisiones de 1846
En 1846 se establecieron 4 otdel:
1. Bajo Daguestán (Верхний Дагестан)
2. Daguestán Norte (Северный Дагестан)
3. Daguestán Central (Средний Дагестан)
4. Daguestán Sur (Южный Дагестан)

### Ciudades importantes
Ciudades importantes y con un estatus especial en la actual República de Daguestán
- 1.Buinaksk (Буйнакск)
- 2.Ogni de Daguestán (Дагестанские Огни)
- 3.Derbent (Дербент)
- 4.Izberbash (Избербаш)
- 5.Kaspiysk (Каспийск)
- 6.Kiziliurt (Кизилюрт)
- 7.Kizlyar (Кизляр)
- 8.Majachkalá (Махачкала)
- 9.Jazavyurt (Хасавюрт)
- 10.Sujokumsk del Sur (Южно-Сухокумск)

## Demografía
Los datos del censo de 1897 en la óblast de Daguestán, determinaron que la población era de 571.154 habitantes, 283.279 hombres y 287.875 mujeres. La configuración por nacionalidades era la siguiente:
| Rusos, ucranianos y bielorrusos | Judíos    | Legin Ávaro-Andi | Legin Dargin | Legin Kiurin | Legin Kazi-Kumuk | Tártaros   | Cumucos    | Otros |
| ------------------------------- | --------- | ---------------- | ------------ | ------------ | ---------------- | ---------- | ---------- | ----- |
| 16044 hab.                      | 7361 hab. | 158550 hab.      | 121375 hab.  | 94596 hab.   | 76381 hab.       | 32143 hab. | 51209 hab. |       |

### Evolución de la población entre 1872 y 1915
| 1872-1874  | 1883-1884  | 1894       | 1897       | 1915       | verstas2  |
| ---------- | ---------- | ---------- | ---------- | ---------- | --------- |
| 477.7 hab. | 521.9 hab. | 636.3 hab. | 571.2 hab. | 706.4 hab. | 26.1 Vst2 |

Fuente:

### Distribución étnica en el año 1881
| Rusos | Montañeses | Judíos | Azeríes |
| ----- | ---------- | ------ | ------- |
| 2.0 % | 80.3 %     | 1.2 %  | 16.5 %  |

Fuente: